# Juris Bārzdiņš
Juris Bārzdiņš (ur. 21 lipca 1966 w Rydze) – łotewski lekarz i polityk, w latach 2010–2011 minister zdrowia w rządzie Valdisa Dombrovskisa.

## Życiorys
W latach 1984–1993 kształcił się na Łotewskiej Akademii Medycznej, gdzie uzyskał uprawnienia do wykonywania zawodu lekarza. W latach 1999–2004 studiował w Concordia International University w Estonii, następnie kształcił się w szkole ekonomicznej RSEBAA w Rydze (2005–2007) oraz na studiach doktoranckich na Uniwersytecie Łotwy (od 2008).
W latach 1993–1996 pracował na Uniwersytecie Stradiņša jako lekarz (zajmował się rehabilitacją), był również zatrudniony w Narodowym Centrum Rehabilitacji Vaivari w Rydze (1993–1999). Później zatrudniony w spółkach prawa handlowego (w tym wchodzących w skład koncernu Sanofi). W 2007 został dyrektorem szpitala regionalnego w Lipawie. Od 3 listopada 2010 do 25 października 2011 pełnił funkcję ministra zdrowia w rządzie Valdisa Dombrovskisa.